# NGC 4874
NGC 4874 (другие обозначения — UGC 8103, MCG 5-31-70, ZWG 160.231, Z 1257.2+2814, DRCG 27-129, PGC 44628) — сверхгигантская эллиптическая галактика (E) в созвездии Волосы Вероники. Данная галактика примерно в десять раз больше, чем Млечный Путь.
Она была обнаружена британским астрономом Уильямом Гершелем в 1785 году, который описал её как яркое туманное пятно. Вторая по яркости галактика в скоплении Волос Вероники, расположена на расстоянии 109 мпк (350 миллионов световых лет) от Земли. В отличие от спиральных галактик, NGC 4874 не имеет спиральных рукавов и имеет гладкий, шаровидный профиль, с уменьшающейся к краям яркостью.
Галактика окружена огромным звездным ореолом, который достигает 1 миллиона световых лет в диаметре. Она также окружена гигантским облаком межзвёздного вещества, которое сейчас подогревается из-за воздействия материи, падающей на центральную сверхмассивную чёрную дыру. Струя высокоэнергетической плазмы простирается на 1700 световых лет от её центра.
Этот объект входит в число перечисленных в оригинальной редакции «Нового общего каталога».
В галактике вспыхнула сверхновая SN 1981G типа I. Её пиковая видимая звёздная величина составила 15.
В галактике вспыхнула сверхновая SN 1968B. Её пиковая видимая звёздная величина составила 17,4.